# Greabănu, Argeș
Greabănu este un sat în comuna Cocu din județul Argeș, Muntenia, România.